# コミックチャージ
『コミックチャージ』（Comic CHARGE）は、角川書店が2007年3月から2009年1月まで刊行していた青年漫画雑誌。

## 概要
角川書店初の青年コミック誌として、主に30代から50代の男性をターゲット層とした内容で2007年3月20日に創刊。キャッチコピーは「働く男を充電（チャージ）する!」。隔週刊、毎月第1・第3火曜日発売。B5判、定価290円。
角川文庫や角川映画などからの漫画化作品や、ブログを原作とする作品など、掲載作品のほとんどが原作付きとなっていた。
2009年1月20日発売の2月3日号を以て廃刊した。連載作品のほとんどが完結しているが、中には未完のまま終了した作品もある。2009年7月には実質的な後継誌として『ヤングエース』が創刊された。

## 発行部数
※いずれも公称。
- 創刊号 - 40万部
- 2007年 - 30万部

## 廃刊まで連載されていた作品
※作品名は五十音順
- ASAHIYAMA-旭山動物園物語-（漫画：本庄敬 原作：森由民）
- あんハピっ!（藤沢とおる）
- 五百蔵酒店物語（漫画：西岡恭子 原作：小堀洋）
- いざかやくん（尾古瀬あきら）
- 企業の犬（ほりのぶゆき）
- グラスホッパー（漫画：井田ヒロト 原作：伊坂幸太郎）
- 黒鷺死体宅配便（漫画：山崎峰水 原作：大塚英志） ※月刊少年エースより移籍
- ジュテーム わたしはけもの（漫画：陽香 原作：鎌田敏夫）
- 女子大生会計士（漫画：左菱虚秋 原作：山田真哉）
- 赤面JC（倉田真由美）
- 打撃女医サオリ（矢上裕）
- 多重人格探偵サイコ（漫画田島昭宇 原作：大塚英志） ※月刊少年エースより移籍
- 地を這う魚（吾妻ひでお）
- 投資アドバイザー 有利子（漫画：こしのりょう 原作：幸田真音）
- デス・スウィーパー（きたがわ翔）
- 成りあがり〜矢沢永吉物語〜（漫画：きたがわ翔 原作：矢沢永吉）
- Bite! グリーンを狙え（高橋功一郎）
- ひでおのロリアル探検隊（吾妻ひでお）
- 迷子マン（中山昌亮）
- マンガ家田中K一がゆく!（田中圭一）
- 壬生義士伝（漫画：ながやす巧 原作：浅田次郎） ※別冊少年マガジンに移籍
- MSW 相談室、ナツミです（漫画：大倉かおり 原作：さくらいもとこ 監修：宮内佳代子）
- 八雲百怪（漫画：森美夏 原作：大塚英志）
- 龍の首領（ロンドン）（漫画：パトリック・ユー 原作：梶研吾）
- 麗子物語（坂井久仁江）
- レディイーグル（漫画：千葉きよかず 原作：鳴海章）
- 我が妻との闘争（漫画：金平守人 原作：呉エイジ）

## 廃刊までに連載を終了した作品
- 御庭番 明楽伊織（あけらいおり）（森田信吾）
- ココロのマイク1（ワン）（内田かずひろ）
- 120kg編集者が70kgに!?（藍澤麻衣）
- DTマティック（石川たくみ）
- HOVER!（高田靖彦）
- スモールワールド（作画：花小路ゆみ 原作：サタミシュウ 脚色：松本ひなつ）
- サラリーマン田中K一がゆく!（田中圭一）
- ジョーモンCEO（しりあがり寿）
- 家族八景（漫画：清原なつの 原作：筒井康隆）
- うちのネコが訴えられました!?（若林健次・山田タロウ）
- こちら がむしゅー探偵事務所!（漫画：陽香 原作：江島一二三）
- 神の手を持つ男（漫画：本そういち 監修：福島孝徳）
- へっポコ!（石川勝也・渋谷直角）
- オール1の落ちこぼれ、教師になる（漫画：清水洋三 原作：宮本延春）
- バンケン BANGKEN（漫画：ちくやまきよし 原作：夏緑）
- 鉄のほそ道（はしもとみつお）
- ラーメン王子（漫画：阿部潤 監修：大崎裕史）
- 花屋=式（漫画：紅林直 原作：中尾礼）
- ぶっちぎりCA（大和田秀樹）

## カドカワチャージコミックス
掲載作品の単行本は、2007年12月26日創刊のカドカワチャージコミックスより刊行されていた。B6判である点を始め『カドカワコミックス・エース』とほぼ同じ装丁となっている。『コミックチャージ』の休刊に伴いレーベルも終了した。後継誌『ヤングエース』では本レーベルは継承されず、『月刊少年エース』と同じカドカワコミックス・エースより単行本が発売されている。